# メイン・テーマ (薬師丸ひろ子の曲)
「メイン・テーマ」は、薬師丸ひろ子の通算3枚目のシングル。1984年5月16日発売。発売元は東芝EMI（現・EMIミュージック・ジャパン）。規格品番はEP：WTP-17618。

## 概要
薬師丸自身が出演した角川映画『メイン・テーマ』の主題歌が収録されたシングル。初回盤は透明なクリアレコード仕様となっている。
デビュー曲からのシングル連続首位記録更新はならなかったが、1984年のオリコン年間ヒットチャートでは、第13位を記録した。TBS系音楽番組『ザ・ベストテン』では最高4位、7週連続でランクインした（同番組の1984年・年間ランキングは20位）。オリコンチャートの登場週数は18週、チャート最高順位は週間2位、累計51.2万枚のセールスを記録した。
作曲者である南佳孝も「スタンダード・ナンバー」のタイトルで歌い、ヒットさせている。歌詞が一部異なっており、それぞれ男性目線・女性目線から心情が綴られた内容となっている。作詞は「メイン・テーマ」同様に松本隆が手掛けている。
1986年頃までにリリースしたシングルのA面曲が映画主題歌に使用される場合、映画タイトルがそのまま曲名となることがほとんどだったが、本作も同様である。他の例としては、前出の「探偵物語」や「セーラー服と機関銃」（1981年11月）、「紳士同盟」（1986年11月）などがある。
「メイン・テーマ」「スロー・バラード」は共に『メイン・テーマ オリジナル・サウンドトラック』にも収録されている。

## 評価
スージー鈴木は、この曲で特筆すべきは非常に優れたアレンジを施した大村雅朗の仕事だと指摘した。大村の代表曲の一つで、（言語化するのは難しいが、）「不思議に隙間が多いけれど、密度が高い曲」と解説している。

## 収録曲
全曲作詞：松本隆／作曲：南佳孝／編曲：大村雅朗
1. メイン・テーマ　
  - 角川映画『メイン・テーマ』主題歌
2. スロー・バラード

## 関連作品
- GOLDEN☆BEST 薬師丸ひろ子 - M-1収録、規格品番：TOCT-10875
- TWIN BEST 薬師丸ひろ子 - M-1収録、規格品番：TOCT-10240
- Essential Best 薬師丸ひろ子 - M-1収録、規格品番：TOCT-26317
- メイン・テーマ オリジナル・サウンドトラック - M-1・2ともに収録、規格品番：WTP-90290
- 角川映画・女優ヴォーカル・セレクション - M-1・2ともに収録、規格品番：CPC8-3010
- ザ・ベストテン 1984〜85 - M-1収録、5社共同企画TV番組『ザ・ベストテン』オムニバス、規格品番：PCCA-2894

## カバーした歌手
メイン・テーマ
- 芳本美代子 - 1985年、ライブ・アルバム『ミ・ヨ・コ Friendship Concert'85』に収録。
- 土岐麻子 - 2012年、カバー・アルバム『CASSETTEFUL DAYS ～Japanese Pops Covers～』に収録。
- 真心ブラザーズ - 2015年、カバー・アルバム『PACK TO THE FUTURE』に収録。